# Lịch sử âm nhạc
Âm nhạc được tìm thấy trong mọi nền văn hóa và tôn giáo đã biết, quá khứ và hiện tại, rất khác nhau giữa thời gian và địa điểm. Vì tất cả mọi người trên thế giới, kể cả các nhóm bộ lạc bị cô lập nhất, đều có một hình thức âm nhạc, nên có thể kết luận rằng âm nhạc có khả năng đã có mặt trong dân số tổ tiên trước khi có sự phân bố con người trên khắp thế giới. Do đó, âm nhạc đầu tiên có thể đã được phát minh ở Châu Phi và sau đó phát triển để trở thành một thành phần cơ bản của cuộc sống con người.
Âm nhạc của một nền văn hóa bị ảnh hưởng bởi tất cả các khía cạnh khác của nền văn hóa đó, bao gồm kinh nghiệm và tổ chức xã hội và kinh tế, khí hậu, khả năng tiếp cận công nghệ và tôn giáo được thực hành tại đó. Những cảm xúc và ý tưởng mà âm nhạc thể hiện, những tình huống mà âm nhạc được chơi và nghe, và thái độ đối với người chơi nhạc và nhà soạn nhạc đều khác nhau giữa các vùng và các thời kỳ lịch sử. " Lịch sử âm nhạc " là lĩnh vực riêng biệt của âm nhạc học và lịch sử nghiên cứu âm nhạc (đặc biệt là âm nhạc nghệ thuật phương Tây) xét từ góc độ thời gian.

## Các thời đại của âm nhạc

### Nhạc tiền sử
Âm nhạc thời tiền sử, từng được gọi là âm nhạc nguyên thủy, là tên được đặt cho tất cả âm nhạc được sản xuất tại preliterate nền văn hóa (thời tiền sử), bắt đầu từ nơi nào đó trong lịch sử địa chất rất muộn. Âm nhạc thời tiền sử được theo sau bởi âm nhạc cổ đại ở hầu hết châu Âu (1500 trước Công nguyên) và âm nhạc sau đó ở các khu vực chịu ảnh hưởng châu Âu tiếp theo, nhưng vẫn tồn tại ở các khu vực biệt lập.
Do đó, âm nhạc thời tiền sử về mặt kỹ thuật bao gồm tất cả âm nhạc của thế giới đã tồn tại trước khi có bất kỳ nguồn lịch sử nào còn tồn tại liên quan đến âm nhạc đó, ví dụ, âm nhạc truyền thống của người Mỹ bản địa của các bộ lạc tiền sử và âm nhạc thổ dân Úc. Tuy nhiên, thông thường hơn khi đề cập đến âm nhạc "tiền sử" của các lục địa ngoài châu Âu - đặc biệt là vẫn còn tồn tại - như âm nhạc dân gian, bản địa hoặc truyền thống. Nguồn gốc của âm nhạc là không rõ vì nó xảy ra trước khi lịch sử được ghi lại. Một số gợi ý rằng nguồn gốc của âm nhạc có thể bắt nguồn từ âm thanh và nhịp điệu xuất hiện tự nhiên. Âm nhạc của con người có thể lặp lại những hiện tượng này bằng cách sử dụng các mẫu, sự lặp lại và âm điệu. Thậm chí ngày nay, một số nền văn hóa có những trường hợp nhất định về âm nhạc của họ có ý định bắt chước âm thanh tự nhiên. Trong một số trường hợp, tính năng này có liên quan đến niềm tin hoặc thực hành pháp sư. Nó cũng có thể phục vụ các chức năng giải trí (trò chơi)  hoặc thực tế (dụ dỗ động vật săn mồi).

### Âm nhạc thời trung cổ
Kéo dài từ thế kỉ V đến thế kỉ XIII.

### Âm nhạc thời phục hưng
Kéo dài từ thế kỉ XIV đến thế kỉ XVI.

### Âm nhạc thời kì baroque
Kéo dài từ thế kỉ XVII đến đầu thế kỉ XVIII.
| Các nhạc sĩ nổi bật |      |                         |           | |
| STT                 | Hình | Tên                     | Quốc tịch | Đóng góp lớn nhất |
| 1                   |      | Claudio Monteverdi      | Ý         | 1. Có những đóng góp quan trọng cho sự hình thành trường phái nhạc kịch ở Ý thế kỉ XVII đến nửa đầu thế kỉ XVIII. 2. Người đặt nền móng cho overture (phần khí nhạc trước khi bắt đầu một vở opera, sau này được tách ra làm một thể loại riêng). |
| 2                   |      | Antonio Vivaldi         | Ý         | 1. Có những đóng góp lớn cho concerto. 2. Tiền bối của loại nhạc có tiêu đề rất phát triển vào thế kỉ XIX. |
| 3                   |      | Domenico Scarlatti      | Ý         | 1. Có những đóng góp lớn cho sonata. 2. Đại diện tiêu biểu cho phong cách Rococo. |
| 4                   |      | Johann Sebastian Bach   | Đức       | 1. Người đưa âm nhạc phức điệu lên đến đỉnh cao, đồng thời cũng là người đặt nền móng cho âm nhạc chủ điệu. 2. Hai tập Bình quân luật. Ông chia một quãng 8 thành 12 nửa cung. Âm nhạc của chúng ta ngày nay vẫn sử dụng hệ thống phân chia này của ông. Hai tập Bình quân luật ông viết gồm 48 prelude và fugue là để chứng minh cho hệ thống phân chia của mình. |
| 5                   |      | George Frederick Handel | Đức       | 1. Người cải cách oratorio, đưa những vấn đề thời sự, xã hội vào oratorio, làm oratoria kịch tính hơn, hấp dẫn hơn, đưa oratorio đến gần hơn với nhạc kịch. 2. Đưa oratorio lên một tầm vóc mới, từ 2 màn thành 3 màn và được diễn ở nhà hát (trước đó chỉ diễn trong khán phòng).                                                                                 |
| 5                   | Anh  | George Frederick Handel |           | 1. Người cải cách oratorio, đưa những vấn đề thời sự, xã hội vào oratorio, làm oratoria kịch tính hơn, hấp dẫn hơn, đưa oratorio đến gần hơn với nhạc kịch. 2. Đưa oratorio lên một tầm vóc mới, từ 2 màn thành 3 màn và được diễn ở nhà hát (trước đó chỉ diễn trong khán phòng).                                                                                 |

### Âm nhạc thời kì chủ nghĩa cổ điển Vienna
Xuất hiện ở thế kỉ XVIII.
| Các nhạc sĩ nổi bật |      |                           |           | |
| STT                 | Hình | Tên                       | Quốc tịch | Đóng góp lớn nhất |
| 1                   |      | Christoph Willibald Gluck | Đức       | Thế kỉ XVIII, opera xuống cấp trầm trọng. Gluck chính là người đã đề ra những nguyên tắc cải cách opera, gồm 3 nguyên tắc cơ bản: nhạc kịch phải hồn nhiên, đơn giản và gần gũi với sự thật. Những nguyên tắc này của ông sau đó đã giúp cho loại hình nghệ thuật này sống lại thêm lần nữa. Do đó, ông được mệnh danh là "nhà cải cách nhạc kịch vĩ đại thế kỉ XVIII." |
| 2                   |      | Franz Joseph Haydn        | Áo        | Haydn là gười có đóng góp rất lớn đối với thể loại giao hưởng. Ông là người phát triển và hoàn thiện loại hình nghệ thuật này, đưa hình thức sonata vào giao hưởng. Các bản giao hưởng của ông sử dụng liên khúc sonata trong giao hưởng, có cấu trúc 4 chương tương phản nhau về tốc độ, tính chất, hình tượng cũng như nội dung âm nhạc. Chủ đề chính và chủ đề phụ cũng được nhấn mạnh, tương phản nhau, có hình tượng âm nhạc. Chính vì vậy, ông được mệnh danh là "người cha của giao hưởng." |
| 3                   |      | Wolfgang Amadeus Mozart   | Áo        | 1. Đây là một trong những tên tuổi nổi bật nhất cho trường phái cổ điển Vienna nói riêng và âm nhạc cổ điển nói chung. Ông là "thần đồng âm nhạc" duy nhất trong lịch sử âm nhạc thế giới. Trong 35 năm cuộc đời, ông đã để lại một khối lượng tác phẩm khổng lồ với nhiều thể loại âm nhạc khác nhau, đặc biệt là opera và giao hưởng, 2 hình thức cao nhất của âm nhạc hàn lâm. 2. Mozart là người tiếp nối Gluck trong công cuộc cải cách nhạc kịch châu Âu, với đề tài hiện thực, nội dung, tình tiết hấp dẫn cùng khuynh hướng giao hưởng hoá nhạc kịch. 3. Âm nhạc của Mozart là những làn điệu Áo kết hợp với những chất liệu độc đáo của âm nhạc dân gian châu Âu, nhất là Ý. Giai điệu của ông hay sử dụng nét bán cung (chromatic) và xác định trưởng, thứ rõ ràng. Do đó nên giai điệu của ông rất độc đáo, sáng sủa, đơn giản, giàu hình tượng, có chiều sâu nội dung phong phú và giàu sức biểu hiện. 4. Là người truyền cảm hứng cho rất nhiều tên tuổi lớn sau này như Beethoven, Mendelssohn,...                                                    |
| 4                   |      | Ludwig van Beethoven      | Đức       | 1. Đây là một trong những tên tuổi nổi bật nhất của âm nhạc cổ điển. Đồng thời, ông cũng là người kết thúc chủ nghĩa cổ điển Vienna, đặt nền móng cho chủ nghĩa lãng mạn. Đóng góp lớn nhất của ông là ở thể loại giao hưởng và sonata. 2. Các bản giao hưởng của Beethoven được mở rộng quy mô chưa từng thấy. Thành phần dàn nhạc cũng được tăng cường như ngày nay. Ông đã thay chương III Menuetto bằng Scherzo. Ngoài ra, ông cũng là người đầu tiên đưa hợp xướng vào giao hưởng (chương IV, Giao hưởng số 9 "Niềm vui," Rê thứ). Các tác phẩm giao hưởng của ông đã đặt nền móng cho các điển hình khác nhau của âm nhạc giao hưởng như: kịch tính, anh hùng, bi kịch, triết lý, trữ tình,... Chính những đóng góp này của ông đã mở ra một chân trời mới cho âm nhạc, tạo tiền đề cho nghệ thuật giao hưởng trước một thế kỉ rưỡi. 3. Beethoven đã có những cách tân cho thể loại sonata với hình thức sonata mở rộng, xoá nhoà ranh giới giữa phần phát triển và tái hiện, mở rộng quan hệ điệu tính, phát triển kỹ thuật piano, giao hưởng hoá sonata,... |

### Âm nhạc thời kì chủ nghĩa lãng mạn
Xuất hiện ở thế kỉ XIX, mở đầu là tác phẩm Giao hưởng số 8 "Bỏ dở" của Franz Schubert.
| Các nhạc sĩ nổi bật |      |                             |           |
| STT                 | Hình | Tên                         | Quốc tịch |
| 1                   |      | Franz Schubert              | Áo        |
| 2                   |      | Carl Maria von Weber        | Đức       |
| 3                   |      | Felix Mendelssohn Bartholdy | Đức       |
| 4                   |      | Robert Schumann             | Đức       |
| 5                   |      | Gioacchino Rossini          | Ý         |
| 6                   |      | Hector Berlioz              | Pháp      |
| 7                   |      | Pyotr Ilyich Tchaikovsky    | Nga       |
| 8                   |      | Franz Liszt                 | Hungary   |
| 9                   |      | Frédéric Chopin             | Ba Lan    |
| 10                  |      | Johannes Brahms             | Đức       |
| 11                  |      | Niccolò Paganini            | Ý         |